# Tribunal d'Espionatge i Alta Traïció
Els Tribunals d'Espionatge i Alta Traïció foren uns tribunals creats durant la Guerra Civil Espanyola pel Govern de la República, segons un decret del ministeri de Justícia, datat de València el vint-i-dos de juliol de 1937 i signat per Manuel Azaña i pel ministre de Justícia Manuel de Irujo y Ollo.